# کلاس جنسن
کلاس جنسن (انگلیسی: Claus Jensen؛ زادهٔ ۲۹ آوریل ۱۹۷۷) یک بازیکن فوتبال اهل دانمارک است.
وی همچنین در تیم ملی فوتبال دانمارک بازی کرده‌است.